# Ady (calciatore)
Adailton Pereira dos Santos, meglio noto come Ady (Caatiba, 18 aprile 1973), è un ex calciatore brasiliano naturalizzato tunisino, di ruolo centrocampista.

## Carriera

### Club
Ha giocato nella massima serie finlandese. Inoltre, ha giocato sei partite nella fase finale della CAF Champions League.

### Nazionale
A seguito della naturalizzazione, nel 2001 ha giocato due partite con la nazionale tunisina.